# Konzulat Republike Slovenije v Mission Hillsu
Konzulat Republike Slovenije v Mission Hillsu je diplomatsko-konzularno predstavništvo (konzulat) Republike Slovenije s sedežem v Mission Hillsu (Kansas, ZDA); spada pod okrilje Veleposlaništvu Republike Slovenije v Združenih državah Amerike.
Trenutni častni konzul je ga. Barbara K. Nelson.